# Anna Mani
Anna Modayil Mani (* 23. August 1918 in Peermade, Indien; † 16. August 2001 in Thiruvananthapuram, Indien) war eine indische Physikerin und Meteorologin. Sie war Stellvertretende Generaldirektorin des India Meteorological Department. Mani leistete mehrere Beiträge auf dem Gebiet der meteorologischen Messinstrumente und veröffentlichte zahlreiche Arbeiten zur Sonnenstrahlung, zu Ozon und zur Windmessung. Sie war eine Vorreiterin der Ozonforschung.

## Herkunft, Jugend & Ausbildung
Anna Mani wurde 1918 in Peermade, Kerala, geboren. Sie war das siebte von acht Kindern einer syrisch-christlichen Mittelklasse-Familie. Ihr Vater war Ingenieur und Agnostiker. Mani wollte ursprünglich Medizin studieren, entschied sich dann aber aufgrund ihrer guten Leistungen in diesem Fach für Physik. Sie besuchte das Pachaiyappas College in Madras (heute Chennai) und schloss ihr Studium 1939 mit einem Bachelor in Physik und Chemie ab. 1940 erhielt sie ein Forschungsstipendium am Indian Institute of Science in Bangalore, wo sie von Nobelpreisträger C. V. Raman betreut wurde und zur Spektroskopie von Diamanten und Rubinen forschte. Sie veröffentlichte zu diesem Thema fünf wissenschaftliche Arbeiten und eine Dissertation, erhielt jedoch keinen Doktortitel, weil sie keinen Master hatte. 1945 ging sie nach London, wo sie am Imperial College ein Aufbaustudium der Physik absolvierte und sich auf meteorologische Instrumente spezialisierte.

## Karriere
Nach ihrer Rückkehr nach Indien im Jahr 1948 arbeitete Mani im India Meteorological Department (IMD) in der Abteilung für Messinstrumente in Pune und veröffentlichte zahlreiche Forschungsarbeiten zu meteorologischen Instrumenten. 1953 wurde sie die Abteilungsleiterin und war für 121 Männer in ihrer Abteilung verantwortlich.
Damals importierte Indien selbst einfachste Messinstrumente wie Thermometer und Barometer aus Großbritannien. Inspiriert von ihrem Abteilungsleiter S. P. Venkiteshwaran, der sich für den Bau und die Entwicklung von Messinstrumenten in Indien einsetzte, wollte Mani, dass Indien schnellstmöglich über eigene meteorologische Messinstrumente verfügt. Sie standardisierte das Design von fast 100 verschiedenen Messinstrumenten.
Außerdem erkannte Mani schon frühzeitig die potentielle Bedeutung von Sonnenenergie als alternative Energiequelle für Indien. Ab 1957 war sie für das Design von Stationen zur Messung der Sonnenstrahlung und für den Aufbau eines indienweiten Netzes dieser Messstationen verantwortlich, mit denen Informationen für die Nutzung von Sonnenenergie in Indien erhoben wurden. Bis 1970 waren 35 Messstationen entstanden, deren Daten vom World Radiation Data Centre (WRDC) in St. Petersburg veröffentlicht wurden.
Mani gründete und leitete in Bangalore eine kleine Werkstatt, die Instrumente zur Messung der Windgeschwindigkeit und der Sonnenstrahlung herstellte.
Bereits 1960 begann sie mit der Untersuchung von Ozon in der Erdatmosphäre und arbeitete an der Entwicklung eines Apparats zur Ozonmessung, der es Indien ermöglichte, zuverlässige Daten zu Ozonwerten zu sammeln. Wegen ihres zur damaligen Zeit einzigartigen Beitrags zur Ozonforschung wurde sie zum Mitglied der 1948 gegründeten International Ozone Commission ernannt. Mani gründete am Raketenstartplatz Thumba Equatorial Rocket Launching Station (TERLS)  ein meteorologisches Observatorium und einen Instrumententurm.
1969 wurde Mani nach Delhi versetzt und war dort bis 1976 Stellvertretende Generaldirektorin des India Meteorological Department.
Nach 1976 war sie als Gastprofessorin am Raman Research Institute in Bangalore tätig. Später gründete sie in Zusammenarbeit mit dem Indian Institute of Tropical Meteorology (IITM) im Auftrag des indischen Ministeriums für Wissenschaft und Technologie eine Feldforschungsstelle für ein Projekt zur Prüfung potentieller Ressourcen der Solar- und Windenergie, dessen Projektleiterin sie bis ins hohe Alter war.
Mani übernahm mehrere Funktionen in der Weltorganisation für Meteorologie (WMO) und war 1975 als Beraterin für die WMO in Ägypten tätig.
Sie starb am 16. August 2001 in Thiruvananthapuram.

## Ehrungen und Auszeichnungen
1987 wurde Mani mit der K. R. Ramanathan Medal der Indian National Science Academy geehrt. Die WMO veröffentlichte anlässlich ihres 100. Geburtstags ein Profil ihres Lebens.

## Wissenschaftliche Veröffentlichungen
- 1992: Wind Energy Resource Survey in India
- 1981: Solar Radiation over India
- 1981: Handbook of solar radiation data for India, 1980